# Sendleria
Sendleria is een geslacht van kreeftachtigen uit de klasse van de Malacostraca (hogere kreeftachtigen).

## Soorten
- Sendleria genuitei Guinot, 1987
- Sendleria gjellerupi (Roux, 1927)
- Sendleria gloriosa (Balss, in Sendler, 1923)
- Sendleria salomonis (Roux, 1934)